# Mappa di Waldseemüller

Universalis Cosmographia, la mappa di Waldseemüller del 1507, raffigura le Americhe, l'Africa, l'Europa, l'Asia e l'oceano Pacifico che separa l'Asia dalle Americhe, così chiamate in onore dell'italiano Amerigo Vespucci.

La mappa di Waldseemüller o Universalis Cosmographia («Cosmografia Universale») è una mappa murale del mondo prodotta dal cartografo tedesco Martin Waldseemüller e pubblicata per la prima volta nell'aprile del 1507. È nota per essere la prima mappa su cui compare il nome «America», posizionato su quello che è oggi noto come Sudamerica. Come spiegato nella Cosmographiae Introductio, tale nome venne scelto in onore del navigatore italiano Amerigo Vespucci.
La mappa venne realizzata attraverso una versione modificata della seconda proiezione di Tolomeo, ampliata per accogliere le Americhe e le alte latitudini. Ne è giunta fino a noi una singola copia, attualmente conservata nella Biblioteca del Congresso di Washington.
Si crede che Waldseemüller creò anche degli spicchi di globo, mappe stampate progettate per essere tagliate e incollate su sfere a formare globi della Terra. La mappa murale e gli spicchi di globo risalenti alla stessa data raffigurano il continente americano diviso in due parti. Queste raffigurazioni differiscono da quella presente sulla piccola mappa, inserita nel bordo superiore della mappa murale, che mostra i due continenti americani uniti da un istmo.
I più recenti studi hanno dimostrato che una piccola incisione su rame (stampa), su supporto cartaceo, raffigurante un globo (mappamondo) in forma di gore, su cui compare la locuzione ‘AMERICA NOVITER REPERTA’, conservata alla New York Public Library, è la più antica testimonianza cartografica dell’America: potrebbe essere considerata quasi un certificato di nascita, risultando antecedente di oltre otto anni la ristampa della grande carta di Martin Waldseemüller, che si trova alla Biblioteca del Congresso.

## La mappa murale

### Descrizione

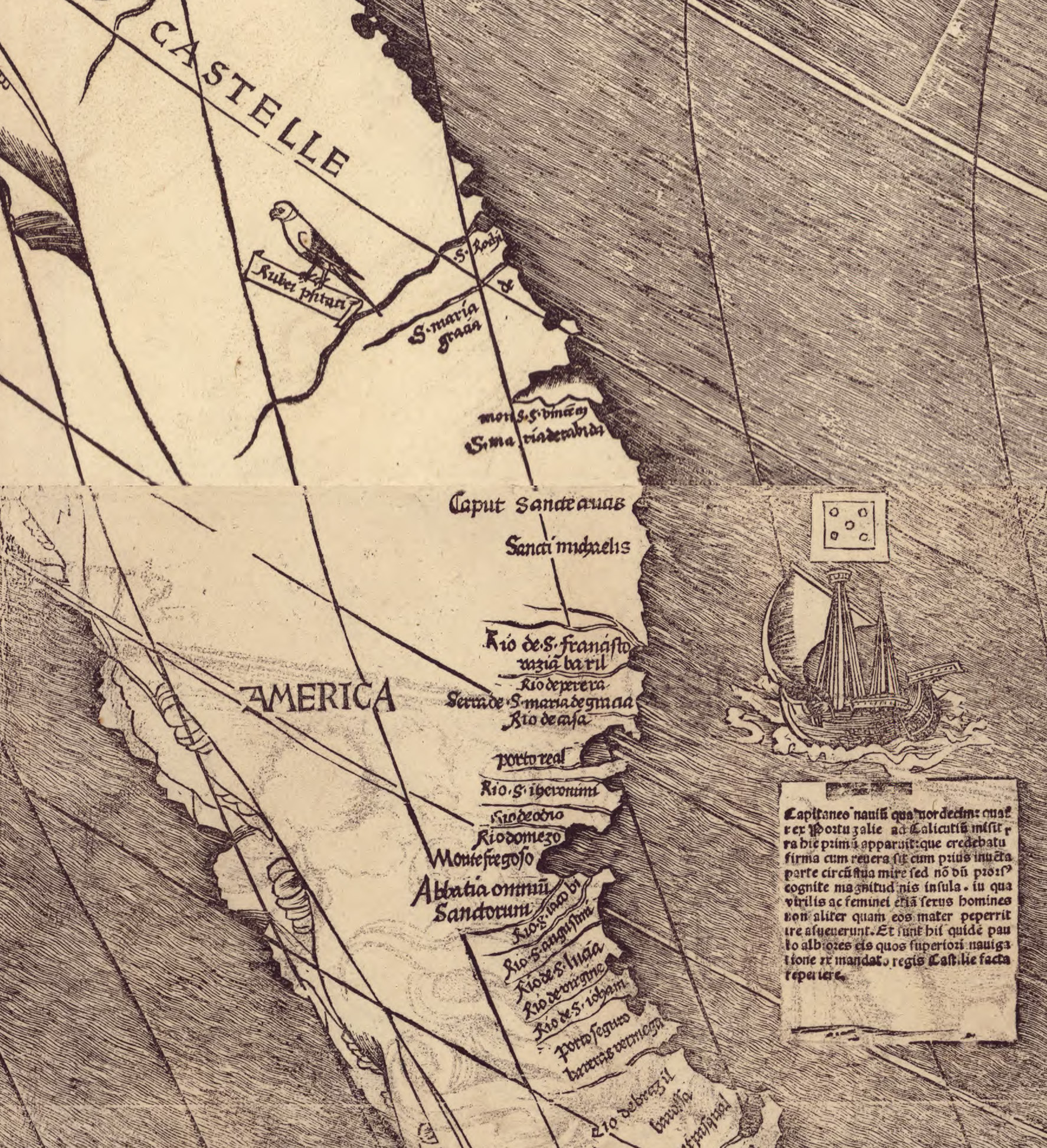
Dettaglio della mappa con il nome «America».

La mappa murale è costituita da dodici sezioni stampate su xilografie della misura di 46 × 62 cm. Quando vengono assemblate, le sezioni si dispongono a formare tre file e quattro colonne. La mappa utilizza una proiezione cartografica tolemaica modificata con meridiani curvi per rappresentare l'intera superficie della Terra. Nella parte superiore della mappa principale, al centro, è inserita un'altra mappa del mondo in miniatura che rappresenta in una certa misura una visione alternativa del mondo.

Le longitudini, all'epoca difficili da determinare, sono date in termini di gradi ad est delle isole Fortunate (considerate da Claudio Tolomeo la terra più occidentale conosciuta), che Waldseemüller individua nelle isole Canarie. Le longitudini dei luoghi dell'Asia orientale sono troppo grandi. Anche le latitudini, tuttavia, pur essendo già allora facili da determinare, sono abbastanza lontane dal vero. Per esempio, «Serraleona» (la Sierra Leone, situata a 9° nord) viene posizionata al di sotto dell'equatore, e il capo di Buona Speranza (35° sud) è raffigurato a 50° sud.

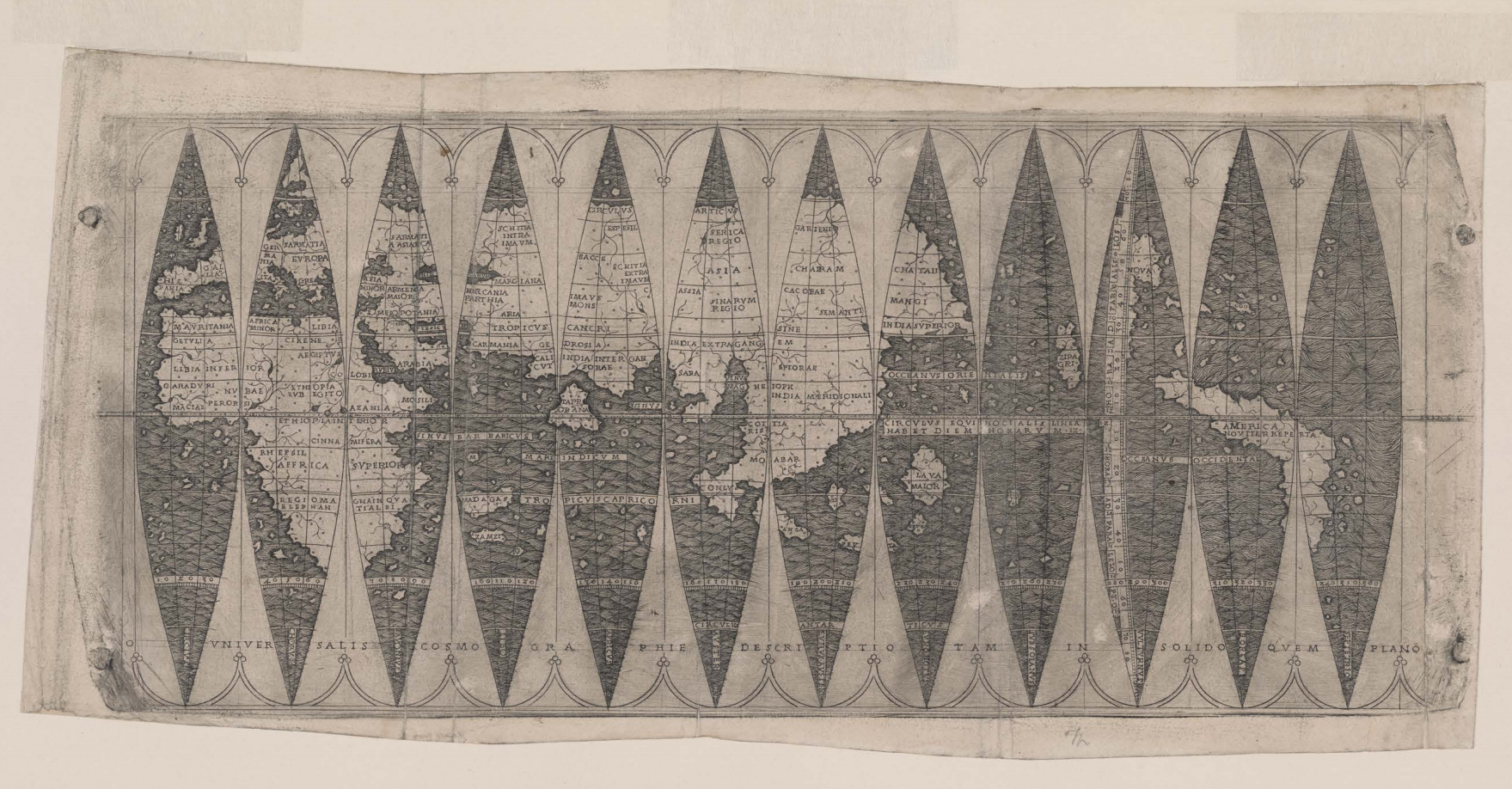
Incisione su rame raffigurante un globo (mappamondo) in forma di gore: certificato di nascita di America (dominio pubblico).

Il titolo completo della mappa è Universalis cosmographia secundum Ptholomaei traditionem et Americi Vespucii aliorumque lustrationes («Il mondo intero, in base alla tradizione di Tolomeo e i viaggi di Amerigo Vespucci e altri»). Uno degli «altri» era Cristoforo Colombo. Il titolo segnalava l'intenzione dell'autore di combinare o armonizzare in una rappresentazione cosmografica unificata la tradizionale geografia tolemaica dell'Europa, dell'Asia e dell'Africa con le nuove informazioni geografiche fornite da Amerigo Vespucci e dai suoi compagni scopritori di terre nell'emisfero occidentale. Waldseemüller spiegò: «Nel progettare i fogli della nostra mappa del mondo non abbiamo seguito Tolomeo a tutti gli effetti, in particolare per quanto riguarda le nuove terre... Abbiamo quindi seguito, per la mappa piana, Tolomeo, fatta eccezione per le nuove terre e alcune altre cose; e per il globo solido, che accompagna la mappa piana, la descrizione di Amerigo che viene aggiunta qui».
Si ritiene che per la stesura l'autore abbia tratto ispirazione da diverse mappe precedenti, principalmente da quelle basate sulla Geografia di Tolomeo, dal planisfero di Caverio e da altre carte simili a quelle di Enrico Martello o Martin Behaim. I Caraibi e quella che sembra essere la Florida erano già stati raffigurati su due carte precedenti, la mappa di Cantino, contrabbandata dal Portogallo all'Italia nel 1502 e «aggiornata» al 1500, e la mappa di Caverio, disegnata nel 1503-1504 circa, sulla quale compare il golfo del Messico.
Anche se già altre mappe posteriori al 1500 mostrano, non senza alcuna ambiguità, una linea costiera orientale dell'Asia distinta dalle Americhe, la mappa di Waldseemüller indica apparentemente l'esistenza di un nuovo oceano situato tra le regioni transatlantiche scoperte dagli spagnoli e l'Asia di Tolomeo e Marco Polo, qui raffigurata come sul globo di Behaim del 1492. Tuttavia, secondo le testimonianze giunte fino a noi, il primo europeo ad aver visto con i suoi occhi questo oceano, il Pacifico, fu Vasco Núñez de Balboa nel 1513, cinque o sei anni dopo che Waldseemüller aveva pubblicato la sua mappa. Inoltre, a certe latitudini, la mappa sembra prevedere la larghezza del Sudamerica per un raggio di 70 miglia nell'entroterra.
Tuttavia, come è stato sottolineato da E. G. Ravenstein, questo è solo un effetto illusorio della proiezione detta "pallioforme" (a guisa di mantello; si vedano al riguardo le pubblicazioni degli studiosi Diego Baratono e Claudio Piani) usata da Waldseemüller, poiché, quando la mappa viene disposta su una più familiare proiezione cilindrica equidistante e confrontata con altre mappe del periodo disposte anch'esse nella stessa proiezione, si rilevano solo poche differenze tra loro: questo è particolarmente evidente quando il confronto viene fatto con il globo di Johannes Schöner del 1515.

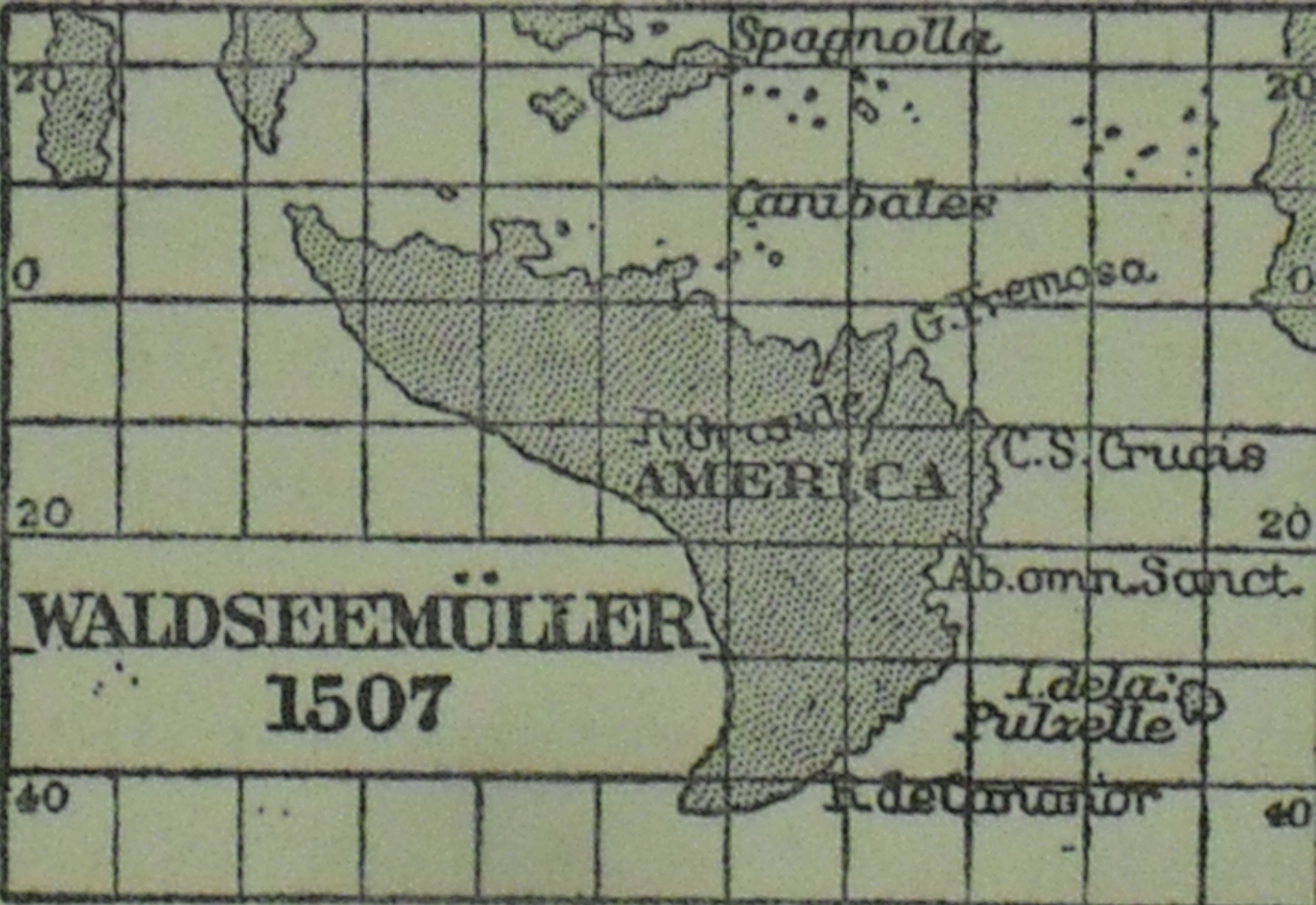
La mappa di Waldseemüller ridisegnata con una proiezione cilindrica equidistante sulla stessa scala di quella di Schöner del 1515.

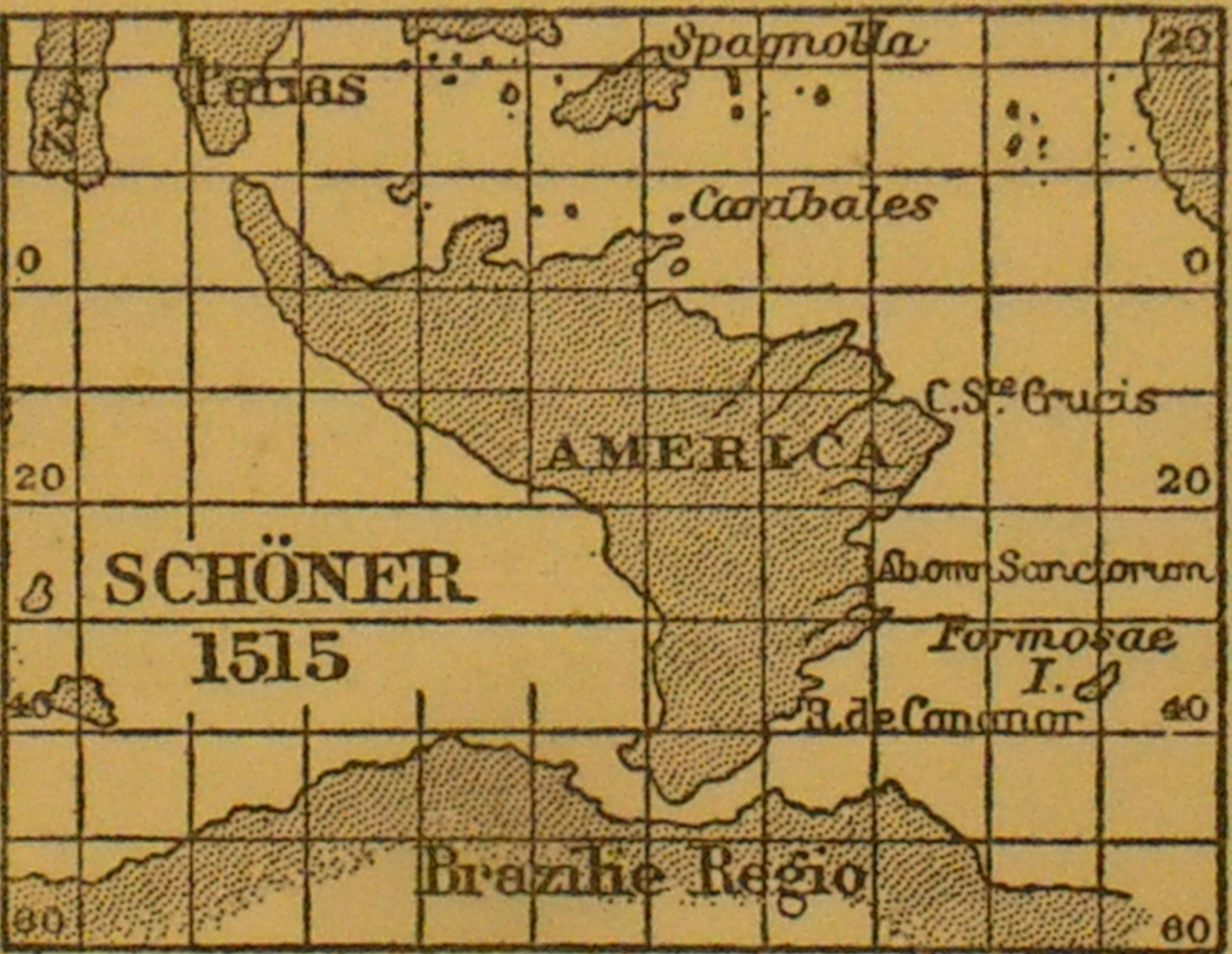
La mappa di Schöner ridisegnata con una proiezione cilindrica equidistante sulla stessa scala di quella di Waldseemüller del 1507.

A quanto pare, fino ad allora la maggior parte dei cartografi credeva ancora erroneamente che le terre scoperte da Cristoforo Colombo, Vespucci e altri facessero parte delle Indie. Pertanto alcuni ritengono impossibile che Waldseemüller fosse a conoscenza del Pacifico, che viene raffigurato sulla sua mappa. Lo storico Peter Whitfield ha ipotizzato che Waldseemüller abbia incorporato l'oceano nella sua mappa perché i resoconti che Vespucci fece delle Americhe, con i loro cosiddetti popoli «selvaggi», non potevano conciliarsi con le conoscenze che i contemporanei avevano dell'India, della Cina e delle isole delle Indie. Così, secondo il parere di Whitfield, Waldseemüller giunse alla conclusione, che le terre appena scoperte non potevano essere parte dell'Asia, ma dovevano essere separate da questa; un'intuizione che in seguito si rivelò incredibilmente precisa. Una spiegazione alternativa è quella data da George E. Nunn (vedi sotto).
Il De Ora Antartica di Matthias Ringmann, ovvero la prima versione a stampa della relazione del terzo viaggio di Americo Vespucci (che aveva esplorato l'estesa costa orientale del Sudamerica), fu ampiamente pubblicato in tutta Europa dopo il 1505. Ringmann, autore insieme a Waldseemüller e Americo Vespucci della "Cosmographiae Introductio", introduce ancora una volta l'idea vespucciana, che quello che era stato scoperto era un nuovo continente e non l'Asia. Si è ipotizzato che sia stato questo a spingere Waldseemüller a separare le Americhe dall'Asia, raffigurando l'oceano Pacifico, e a indicare la nuova terra con il nome di Vespucci.
La mappa era accompagnata da un testo esplicativo, la Cosmographiae Introductio, scritto da Waldseemüller, Matthias Ringmann e lo stesso Americo Vespucci. Nel Capitolo IX di questo testo si afferma che ormai era ben noto che la terra fosse divisa in quattro parti, di cui Europa, Asia e Africa, essendo contigue l'una con l'altra, erano continenti, mentre la quarta parte, l'America, era «un'isola, in quanto si trova circondata dai mari da tutti i lati».
L'iscrizione nell'angolo in alto a sinistra della mappa proclama che la scoperta dell'America da parte di Colombo e Vespucci aveva realizzato una profezia del poeta romano Virgilio, che nell'Eneide (VI. 795-797) aveva parlato di una terra che si trova nell'emisfero australe, a sud del tropico del Capricorno:
La «via dell'anno e del sole» a cui ci si riferisce è l'eclittica, che segna il movimento annuale del sole lungo le costellazioni dello zodiaco: oltrepassarla, quindi, significa attraversare la sua estensione più meridionale, il tropico del Capricorno. 19° oltre il Capricorno equivalgono ad una latitudine di 42° sud, l'estensione più meridionale dell'America indicata sulla mappa di Waldseemüller. La legenda della mappa mostra come Waldseemüller si sforzasse di riconciliare le nuove informazioni geografiche con le conoscenze ereditate dall'antichità.
Il toponimo più meridionale indicato sulla costa dell'America nella mappa di Waldseemüller è Rio decananorum, il «Fiume dei Cananoreani». Questo fu preso da Vespucci, che nel 1501 durante il suo viaggio lungo questa costa raggiunse il porto che chiamò Cananor [senza fonte](l'attuale Cananéia). Cananor era il nome con cui veniva chiamato il porto di Kannur, nell'India meridionale, il punto più lontano raggiunto in India durante il viaggio del 1500-1501 dal portoghese Pedro Álvares Cabral, lo scopritore del Brasile, del quale Vespucci aveva incontrato due navi di ritorno dall'India. Questo potrebbe suggerire che Waldseemüller pensasse che il «Fiume dei Cananoreani» si trovasse effettivamente nel territorio di Cananor in India e che l'America fosse, quindi, parte dell'India.
Il nome con cui viene indicata la massa di terra settentrionale, Parias, deriva da un passaggio dei Quattro viaggi di Amerigo Vespucci, in cui viene raccontato che, dopo varie soste, la spedizione giunse in una regione «situata nella zona torrida direttamente sotto il parallelo che descrive il Tropico del Cancro e questa provincia è chiamata da loro [gli abitanti] Parias». Parias era stata descritta da un seguace di Waldseemüller, Johannes Schöner, come «L'isola di Parias, che non è una parte o porzione della precedente [l'America], ma una grande parte speciale della quarta parte del mondo», il che denota una certa incertezza su quale fosse la sua esatta ubicazione.
Sulla mappa principale PARIAS e AMERICA, corrispondenti al Nord e al Sudamerica, sono separate da uno stretto nella regione dell'attuale Panama, ma sulla mappa in miniatura posta in alto al centro della mappa principale l'istmo che unisce le due è ininterrotto: ciò sembra dimostrare, almeno in apparenza, la volontà di Waldseemüller di rappresentare una soluzione alternativa ad una domanda senza risposta.
La mappa indica le città di Catigara (grosso modo a 180° di longitudine e a 10° sud di latitudine) e Mallaqua (Malacca, grosso modo a 170° di longitudine e a 20° sud di latitudine) sulla costa occidentale della grande penisola che si protende dalla parte sud-orientale dell'Asia, o INDIA MERIDIONALIS (India Meridionale), come la chiama Waldseemüller. Questa penisola delimita il confine orientale del SINUS MAGNUS («Grande Golfo»), il golfo del Siam. Amerigo Vespucci, scrivendo del suo viaggio del 1499, disse che sperava di navigare verso ovest dalla Spagna attraverso l'Oceano Occidentale (l'Atlantico) attorno al Capo di Cattigara, menzionato da Tolomeo, nel Sinus Magnus. Tolomeo sapeva che Cattigara, o Kattigara, era il porto più orientale raggiunto dai mercanti del mondo greco-romano che si spingevano via mare per commerciare con l'Estremo Oriente. Vespucci non riuscì a trovare il Capo di Cattigara nel suo viaggio del 1499: navigò lungo le coste del Venezuela, ma non si spinse abbastanza lontano da risolvere la questione dell'esistenza di un passaggio che consentisse di raggiungere via mare il Sinus Magnus di Tolomeo. L'obiettivo del suo viaggio del 1503-1504 era quello di raggiungere il favoloso emporio delle spezie di «Melaccha in India» (vale a dire Malacca, o Melaka, nella penisola malese). Aveva saputo di Malacca da un certo Guaspare (o Gaspard), un pilota della flotta con cui Pedro Álvares Cabral aveva raggiunto l'India nel 1500-1501, che Vespucci aveva incontrato nell'Atlantico durante il suo ritorno dall'India nel maggio del 1501. Cristoforo Colombo, nel suo quarto e ultimo viaggio del 1502-1503, aveva pianificato di seguire verso sud la costa del Champa attorno al Capo di Cattigara e navigare attraverso lo stretto che separa Cattigara dal Nuovo Mondo, nel Sinus Magnus, fino a Malacca. Secondo lui questa era la rotta che aveva intrapreso Marco Polo per lasciare la Cina e raggiungere l'India nel 1292 (anche se ai tempi di Polo Malacca non era ancora stata fondata). Colombo pensava, che avrebbe incontrato la spedizione, inviata nello stesso periodo dal Portogallo a Malacca attraverso il capo di Buona Speranza al comando di Vasco da Gama, e portò con sé lettere di referenze dei monarchi spagnoli da presentare a da Gama.. La mappa mostra quindi le due città, che furono le destinazioni iniziali di Amerigo Vespucci e Cristoforo Colombo nei loro viaggi, che portarono alla scoperta inaspettata di un Nuovo Mondo.
Appena a sud di Mallaqua (Malacca) c'è l'iscrizione hic occisus est S. thomas («Qui fu ucciso San Tommaso»), riferita alla leggenda secondo la quale San Tommaso apostolo giunse in India nel 52 d.C. e venne ucciso lì nel 72 d.C. Waldseemüller aveva confuso Malacca (Melaka) con Mylapore in India. L'importanza che i contemporanei attribuirono alle scoperte di Colombo è dimostrata nella lettera che a lui indirizzò il cosmografo e consigliere reale aragonese Jaume Ferrer, datata 5 agosto 1495, che afferma: «La Provvidenza divina e infallibile inviò il grande Tommaso dall'Occidente all'Oriente affinché dichiarasse in India la nostra Legge Santa e Cattolica; e tu, Signore, sei stato mandato in questa parte opposta dell'Oriente attraverso il Ponente [l'Ovest] in modo che, per Volontà Divina, tu potessi giungere nelle parti più lontane dell'India Superiore, affinché i discendenti potessero ascoltare ciò che i loro antenati trascurarono riguardo all'insegnamento di Tommaso... e molto presto sarai, per Grazia Divina, nel Sinus Magnus, vicino al quale il glorioso Tommaso lasciò il suo sacro corpo».

### Storia
All'epoca in cui questa mappa murale fu disegnata, Waldseemüller stava lavorando assieme ad un gruppo di studiosi del Gymnasium Vosagense di Saint-Dié-des-Vosges in Lorena, che in quel periodo apparteneva al Sacro Romano Impero. Ogni copia della mappa era accompagnata dal libro Cosmographiae Introductio, anch'esso prodotto dagli eruditi del Gymnasium.

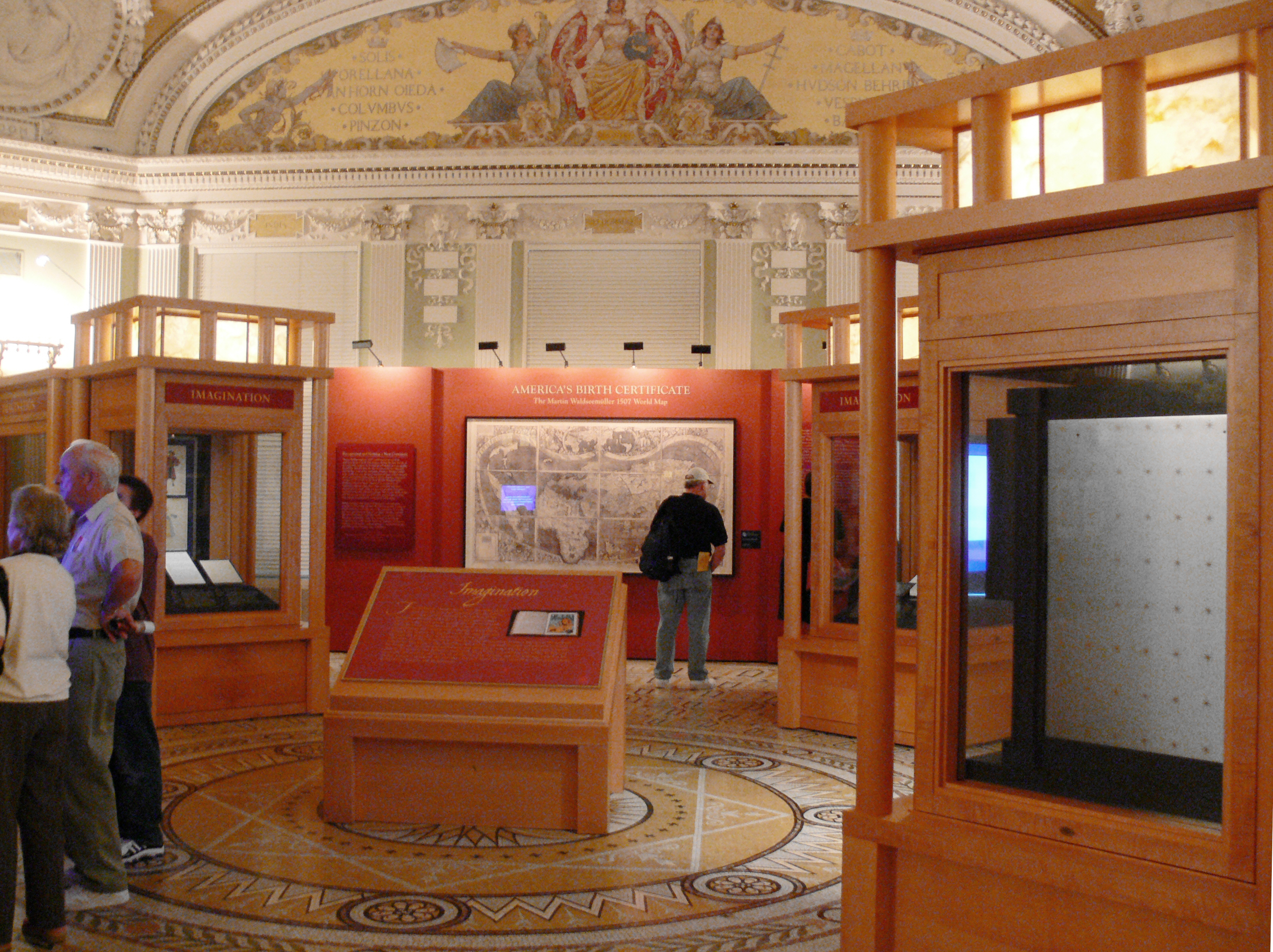
Una copia della mappa di Waldseemüller è ben visibile nella Galleria dei Tesori della Biblioteca del Congresso di Washington.

Delle mille copie della mappa che Waldseemüller dichiarava fossero state prodotte, è giunta fino ad oggi solo una copia completa, appartenente a Johannes Schöner (1477-1547), un astronomo, geografo e cartografo di Norimberga. La sua esistenza rimase sconosciuta per molto tempo fino alla sua riscoperta nel 1901 nella biblioteca del principe Johannes di Waldburg-Wolfegg nel castello di Wolfegg nel Württemberg, in Germania, ad opera dello storico e cartografo gesuita Joseph Fischer. Rimase lì fino al 2001, quando la Biblioteca del Congresso degli Stati Uniti la acquistò da Waldburg-Wolfegg-Waldsee per dieci milioni di dollari.
Il 30 aprile 2007, la cancelliera Angela Merkel della Repubblica Federale di Germania consegnò simbolicamente la mappa di Waldseemüller nel contesto di una cerimonia formale presso la Biblioteca del Congresso di Washington. Nelle sue osservazioni, la cancelliera affermò, che i contributi dati dagli Stati Uniti allo sviluppo della Germania nel periodo postbellico erano stati tali da fargli prendere la decisione di consegnare la mappa di Waldseemüller alla Biblioteca del Congresso, come segno di affinità transatlantica e come indice delle forti radici tedesche degli Stati Uniti. Attualmente un'altra copia della mappa è esibita al pubblico dai conti di Waldburg nel loro museo del castello di Waldburg in Alta Svevia.
Dal 2007, data della celebrazione del giubileo dei 500 anni dalla sua prima pubblicazione, la mappa originale viene esposta permanentemente nella Biblioteca del Congresso, all'interno di una teca dotata di un apposito microclima. All'interno della teca un'atmosfera di argon garantisce un ambiente anossico. Prima che fosse esposta al pubblico, l'intera mappa è stata oggetto di un progetto di analisi scientifica, attraverso l'impiego di imaging iperspettrale con una telecamera a LED e un sistema di illuminazione di ultima generazione per risolvere i problemi inerenti alla conservazione e all'esposizione.
Nel 2005 la mappa di Waldseemüller venne candidata dal bibliotecario del Congresso James H. Billington per l'inserimento nel registro della Memoria del mondo dell'UNESCO, iscrizione avvenuta nel corso dello stesso anno.

### Le analisi di Nunn
I geografi di Italia e Germania, come Martin Waldseemüller e i suoi colleghi, erano esponenti di una geografia teorica o cosmografia. Ciò significa, che si appellavano alla teoria per «riempire i vuoti», lasciati dalla conoscenza ristretta della geografia dei continenti americano e asiatico. In questo differivano notevolmente dai cartografi ufficiali portoghesi e spagnoli, che omettevano dalle loro mappe tutte le coste che non erano ancora state esplorate.
Claudio Tolomeo, geografo alessandrino del II secolo, credeva che il mondo conosciuto si estendesse per oltre 180 gradi di latitudine dal primo meridiano delle isole Fortunate (forse le isole Canarie) alla città di Cattigara nel Sud-est asiatico (in realtà la differenza di longitudine tra le Canarie, a 16° ovest, e Cattigara, a 105° est, è solo di 121 gradi); inoltre pensava, che l'oceano Indiano fosse completamente circondato dalla terraferma. Marco Polo aveva dimostrato, che ad est dell'Asia si estendeva un oceano collegato con l'oceano Indiano; di conseguenza sul globo costruito da Martin Behaim nel 1492, che combinava la geografia di Tolomeo con quella di Marco Polo, l'oceano Indiano si presentava fuso con l'oceano Occidentale ad est. Le terre di Tolomeo ad est dell'oceano Indiano, tuttavia, furono mantenute sotto forma di un grande promontorio, che si protendeva alquanto a sud dall'angolo sud-orientale dell'Asia, la penisola dell'India Superiore (India Superior), sulla quale si trovava la città di Cattigara.
Sul globo di Behaim veniva messa in mostra anche un'altra conseguenza dei viaggi di Marco Polo: un'aggiunta di 60 gradi alla longitudine dell'Asia. Colombo non aveva visto effettivamente il globo di Behaim nel 1492 (che a quanto pare doveva molto alle idee di Paolo dal Pozzo Toscanelli), ma il globo, tranne per un'unica importante eccezione, rifletteva la teoria geografica, in base alla quale il navigatore aveva progettato il suo primo viaggio. L'unica importante eccezione è che Colombo aveva abbreviato la lunghezza del grado, riducendo così la distanza dalle Canarie a Zipangu (Giappone) a circa 62 gradi o solo 775 leghe; di conseguenza per Colombo sembrava relativamente semplice raggiungere l'Asia navigando verso ovest.
All'inizio del XVI secolo prevalevano due teorie per quanto riguardava l'America (l'attuale Sudamerica). Secondo una teoria quel continente veniva identificato con il promontorio sud-orientale dell'Asia raffigurato sul globo di Behaim, la cosiddetta India Superiore o Capo di Cattigara; secondo l'altra ipotesi l'America (Sudamerica) era un'enorme isola completamente estranea all'Asia.
Va notato che Balboa chiamò il Pacifico Mar del Sur e si riferì ad esso come a «la otra mar», l'altro mare, opposto all'Atlantico, evidentemente accettando il concetto di Behaim che al mondo esistessero solamente due oceani. Il Mar del Sur, il mare del Sud, era la parte di oceano Indiano a sud dell'Asia: l'oceano Indiano era l'Oceanus Orientalis, l'oceano Orientale, in contrapposizione all'Atlantico od oceano Occidentale, Oceanus Occidentalis, i due oceani del mondo di Behaim.
Secondo George E. Nunn, la chiave per comprendere l'apparente nuovo oceano di Waldseemüller si trova nelle tre mappe disegnate da Bartolomé Colon (cioè Bartolomeo Colombo, fratello di Cristoforo) e Alessandro Zorzi nel 1504, per dimostrare i concetti geografici di Cristoforo Colombo. Una delle mappe abbozzate da Colombo e Zorzi reca un'iscrizione che dice: «Secondo Marino di Tiro e Colombo, da Capo San Vincenzo a Cattigara vi sono 225 gradi, pari a 15 ore; secondo Tolomeo fino a Cattigara vi sono 180 gradi, cioè 12 ore». Questo dimostra che Cristoforo Colombo sovrastimò la distanza verso est tra il Portogallo e Cattigara a 225 gradi, invece dei 180 gradi stimati da Tolomeo: ciò gli permise di credere che la distanza verso ovest fosse di soli 135 gradi e che la terra che aveva trovato fossero le Indie orientali. Come è stato notato da Nunn, in base a questo calcolo le mappe di Colombo e Zorzi utilizzano la longitudine stimata da Claudio Tolomeo, per quanto riguarda la distanza tra Capo San Vincenzo e Cattigara in direzione est, e il calcolo di longitudine di Marino e Colombo per lo spazio compreso tra Capo San Vincenzo e Cattigara in direzione ovest.
Nunn ha sottolineato che Martin Waldseemüller ideò uno schema, che mostrava sia il concetto di Colombo che quello di Tolomeo e Behaim sulla stessa mappa. Sul lato destro della mappa di Waldseemüller del 1507 è mostrato il concetto di Tolomeo e Behaim con le longitudini di Tolomeo, con l'enorme penisola dell'India Superior, che si estende a sud del tropico del Capricorno. Sul lato sinistro della mappa le scoperte di Colombo, Vespucci e altri sono rappresentate come una lunga striscia di terra, che si estende da circa 50 gradi di latitudine nord a 40 gradi di latitudine sud. Le coste occidentali di queste terre transatlantiche, scoperte dalla corona spagnola, vengono descritte semplicemente da Waldseemüller come Terra Incognita (Terra Sconosciuta) o Terra Ulterior Incognita (Terra Sconosciuta Al di Là), con un ipotetico mare che, cingendole ad ovest, ne fa, almeno in apparenza, un distinto continente. La questione, se l'America (cioè il Sudamerica) fosse un'isola separata o una parte dell'Asia, nello specifico la penisola dell'India Superior su cui si trovava Cattigara, rimane irrisolta. Poiché al momento non era ancora chiara quale fosse la soluzione al quesito, sulla mappa furono rappresentati entrambi i concetti. Entrambe le estremità della mappa rappresentano l'estremità orientale dell'Asia, secondo le due teorie alternative. Come disse Nunn, «Questo era un modo molto plausibile per rappresentare un problema al momento insolubile».
Come notato da Nunn, sulla mappa la distanza tra i meridiani è diversa, procedendo verso est e verso ovest dal primo meridiano, che passa per le isole Fortunate (isole Canarie). Ciò ha l'effetto di rappresentare due volte la costa orientale dell'Asia: una in accordo con le longitudini di Tolomeo, come aveva fatto Martin Behaim con il suo globo del 1492, e l'altra secondo il calcolo delle longitudini di Colombo, per mostrare le terre scoperte da lui e da altri navigatori spagnoli attraverso l'oceano Occidentale, che Colombo e i suoi seguaci consideravano parti dell'India Superior.
Sulla sua mappa del mondo del 1516, la Carta Marina, Waldseemüller identificò la terra, che aveva chiamato Parias nella sua mappa del 1507, come Terra de Cuba e disse che era parte dell'Asia (Asie partis), identificando così esplicitamente la terra scoperta da Colombo come la parte orientale dell'Asia.

## Gli spicchi

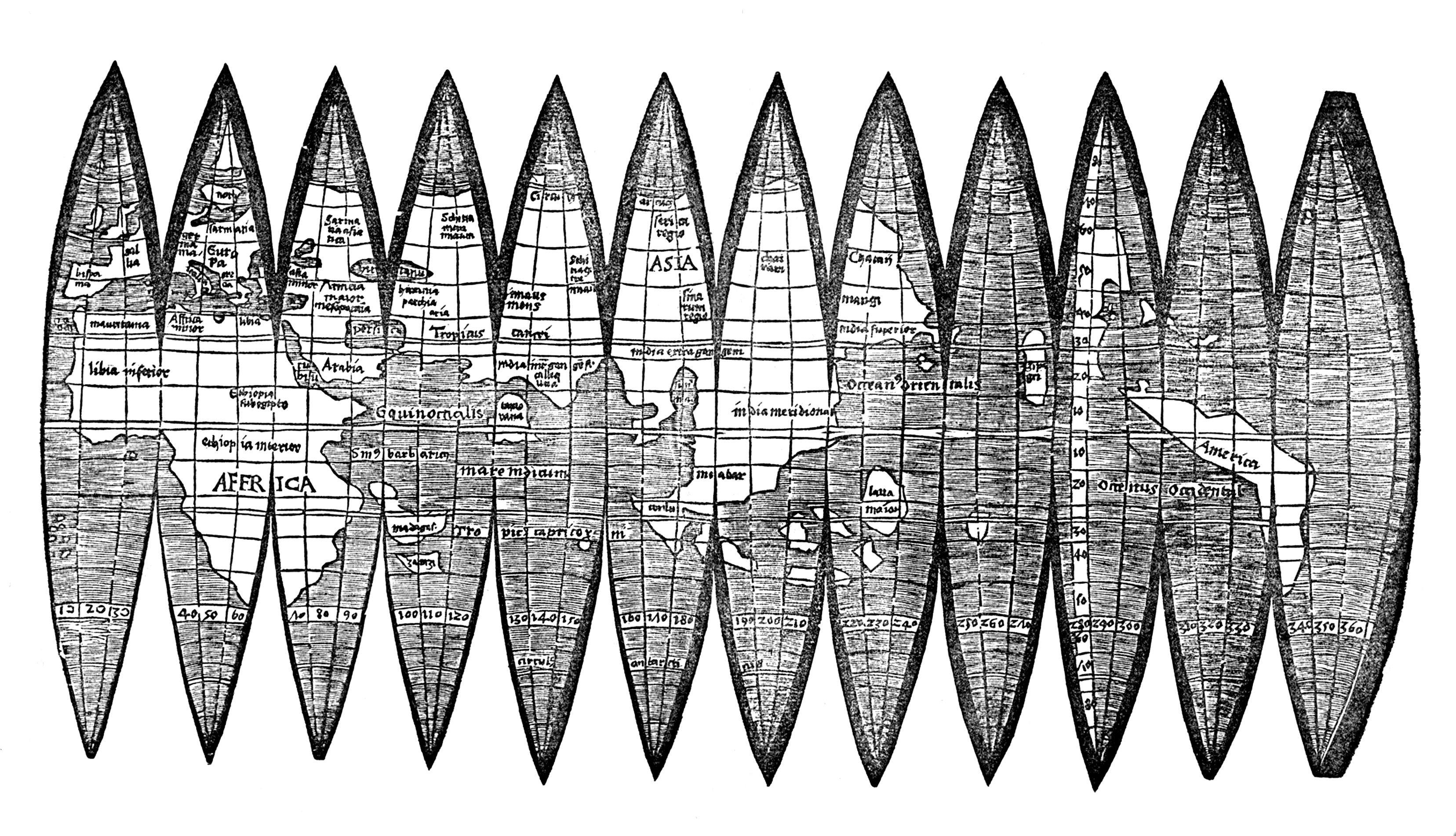
Gli spicchi di Waldseemüller del 1507.

Oltre alla Universalis Cosmographia, Waldseemüller pubblicò un set di spicchi per la costruzione di un globo. Si ritiene che questi spicchi, sui quali compare anche lì il nome America, siano stati stampati nello stesso anno della mappa murale, dal momento che Waldseemüller ne fa menzione nell'introduzione alla sua Cosmographiæ Introductio. Sugli spicchi del globo, il mare ad ovest dell'ipotetica costa occidentale americana è chiamato Occeanus Occidentalis, vale a dire oceano Occidentale o Atlantico, e il punto in cui si fonde con l'Oceanus Orientalis (l'oceano Orientale, o Indiano) è nascosto dall'intreccio delle linee della latitudine. Ciò sembra indicare incertezza sull'identificazione dell'America, che si tratti cioè di un continente isola nell'Atlantico (oceano Occidentale) o, al contrario, della grande penisola dell'India Superior mostrata nelle mappe precedenti, come ad esempio la mappa del mondo di Martello o il globo di Behaim del 1492.

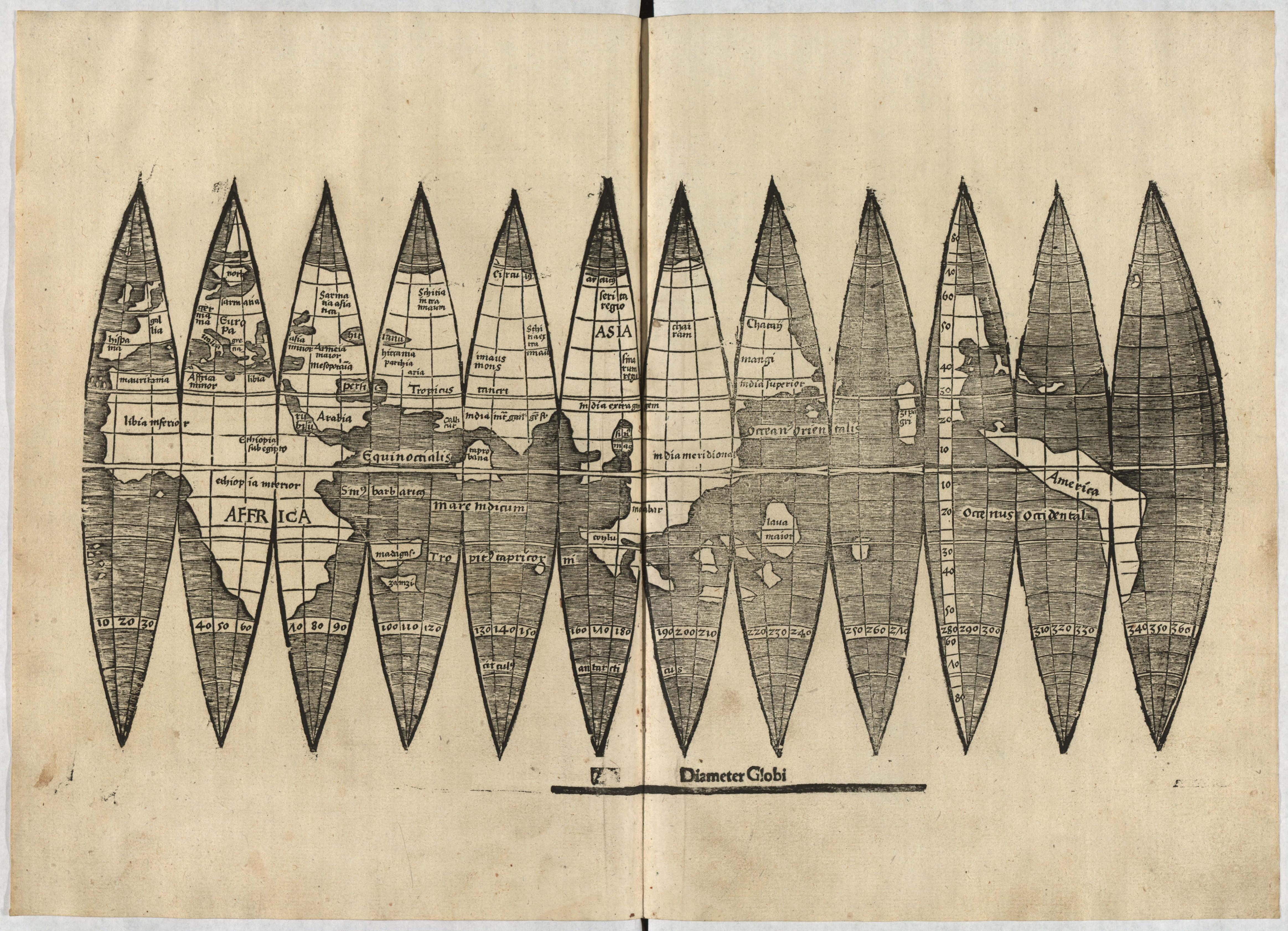
La quinta copia, leggermente diversa dalle altre.

Solo poche copie degli spicchi di globo sono giunte fino a noi. La prima venne riscoperta nel 1871 e si trova oggi nella James Ford Bell Library dell'Università del Minnesota. Un'altra copia è stata trovata all'interno di un atlante tolemaico e si trova nella Biblioteca di Stato Bavarese a Monaco dal 1990. Tuttavia la biblioteca ha riconosciuto nel febbraio del 2018, dopo averne verificato l'autenticità, che questa mappa non è una copia originale, ma è stata stampata nel XX secolo. Una terza copia venne scoperta nel 1992 in un'edizione di Aristotele nella Stadtbücherei di Offenburg, una biblioteca pubblica in Germania. Una quarta copia è venuta alla luce nel 2003, quando il proprietario europeo lesse un articolo di giornale sulla mappa di Waldseemüller; è stata venduta all'asta alla Charles Frodsham & Co. per 1.002.267 dollari, record mondiale per una mappa a foglio singolo. Nel luglio 2012 l'Università Ludwig Maximilian di Monaco dichiarò, che nella collezione della biblioteca dell'ateneo era stata trovata una quinta copia degli spicchi, che differiva in certi punti dalle altre copie, forse perché era stata pubblicata successivamente. La biblioteca universitaria ha reso disponibile online una versione elettronica della sua copia della mappa.